# Efeito Lindy
Efeito Lindy é uma expressão que foi criada em 1964 por Albert Goldman, um famoso biógrafo que, no artigo Lindy’s Law, no jornal The New Republic, basicamente dizia que “a expectativa de futuro de carreira para um comediante de televisão é proporcional ao total de exposição no passado pela metade”, ou seja, um comediante que já tem 10 anos de histórico de humor, provavelmente durará mais 5 anos, até a idade máxima de aposentadoria. Goldman usou o termo Lindy em alusão a um famoso restaurante novaiorquino muito frequentado por vários comediantes. A ideia principal de Goldman reside no fato de que a cada dia que o comediante continua nessa carreira, ele aumenta a sua longevidade um pouco mais, e por isso que comediantes com mais histórica tendem a perpetuar por mais tempo do que aqueles que estão começando e estão fadados, em sua maioria, a ficarem pelo caminho. Goldman pressupõe que todo comediante terá um começo turbulento, uma etapa de crescimento e chegará a um final devido a um desgaste, característica de uma “bathtub curve” (curva da banheira), evidenciando a incidência de falhas durante o tempo. Um comediante mais longevo acaba indicando um maior histórico de tolerância as falhas, demonstrando uma “antifragilidade” e por isso sua expectativa é maior.

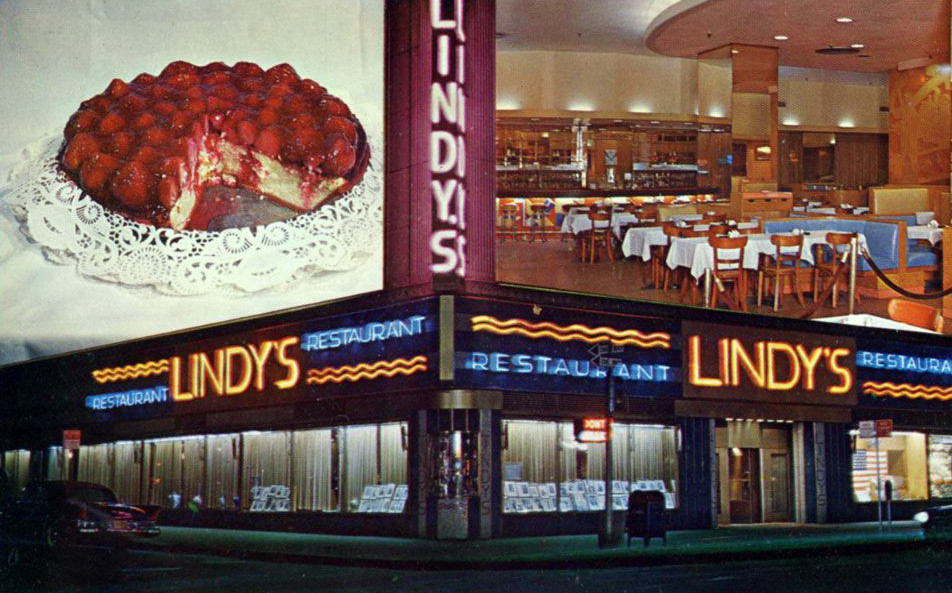
Restaurante Lindy's, em Nova Iorque

As ideias da “Lindy’s Law” eram empíricas, baseadas apenas na observação e levantamento de dados históricos. Coube a Benoit Mandelbrot, no seu livro de 1984 “A geometria fractal da natureza” dar embasamento matemático a proposta de Goldman, embasando em ideias como a distribuição de Pareto, e fazendo comparações com situações, como a parábola do cemitério dos jovens poetas e ao tipo de trabalho de pesquisadores, como no trecho:
“Por muito tempo que o passado de uma pessoa tenha coletado obras, em média continuará por um montante adicional igual. Quando ele finalmente pára, ele interrompe exatamente a metade de sua promessa “.

## Conceitos matemáticos por trás do Efeito Lindy
Mandelbrot aponta algumas limitações ao efeito Lindy (especialmente para situações não escalares) e infere, a partir das ideias de Pareto, que algo que já tenha percorrido um tempo x do ciclo de vida, provavelmente irá perdurar um total do dobro de tempo, isto é, algo que durou 5 anos deve durar mais 5 anos, e a cada dia que se passa ele durará um pouco mais. Baseado nessas ideias, Nassim Taleb complementa o pensamento de Mandelbrot com o conceito de coisas perecíveis e não perecíveis (no livro O Cisne Negro):
“Com projetos e empreendimentos humanos, temos outra história. Estes são geralmente escaláveis, como eu disse no Capítulo 3. Com variáveis escaláveis … você testemunhará o efeito exato e oposto. Digamos que um projeto deverá terminar em 79 dias, a mesma expectativa nos dias que o recém nascido tem nos anos. No 79º dia, se o projeto não estiver concluído, espera-se que outros 25 dias se completem. Mas no 90º dia, se o projeto ainda não estiver completo, ele deve ter cerca de 58 dias para ir. No 100, deve ter 89 dias para ir. No dia 119, deve ter mais 149 dias. No dia 600, se o projeto não for feito, você deverá precisar de mais 1.590 dias. Como você vê, quanto mais você aguardar, mais tempo você espera”
Taleb diz que para coisas perecíveis, cada dia adicional se traduz em um pequeno aumento na expectativa de vida, limitado a um escopo de tempo que logo irá desgastar essa coisa (tal como nas ideias de Goldman). Em compensação, para os não-perecíveis, tal como tecnologias, cada dia adicional irá implicar em uma expectativa de vida cada vez maior, sem um limite.
| Comparativo Expectativa de Vida                                | Domínio       | Distribuição probabilística |
| -------------------------------------------------------------- | ------------- | --------------------------- |
| A expectativa de vida é maior para o jovem do que para o velho | Perecível     | Gaussiana (ou similar)      |
| Ambos o jovem e o velho possuem a mesma expectativa            | Não-Perecível | Exponencial                 |
| EFEITO LINDY: A expectativa é maior para os mais velhos        | Não-Perecível | Lei da Potência             |

Mandelbrot concorda com as ideias de Taleb, e para as coisas perecíveis o Efeito Lindy passaria a adotar um mero caráter metafórico (como na sua parábola do cemitério dos jovens poetas) e as coisas não perecíveis poderiam ser levados em consideração a partir da Lei de Potência — Power Law (como a Lei de Pareto). Para entender um pouco melhor os conceitos matemáticos por trás do Efeito Lindy, há algumas explicações providas pelo consultor matemático John D. Cook. Outro conceito importante para entender o efeito é o conceito de antifragilidade explicado pelo Taleb no seu livro “Antifrágil”, que define, entre outras coisas as diferenças entre algo frágil (extremamente variável aos obstáculos), robusto (que é capaz de se manter neutro diante dos cenários) e o antifrágil (que se aproveita positivamente das mudanças inesperadas do ambiente).

## A antifragilidade
Esses obstáculos são todos os tipos de eventos decorrentes da “família da desordem”: incerteza, variabilidade, conhecimento incompleto, acaso, caos, volatilidade, entropia, tempo, …, embora em alguns casos seja muito difícil verificar essas fragilidades (Taleb usa dois termos muito interessantes: “pele em risco” para definir o quanto algo é realmente verdadeiro e não maquiado; e “interventor ingênuo” para indicar as ocasiões onde há muita interferência de outros agentes para manter algo estável ou diferente do que realmente é — como algumas intervenções estatais na economia). Um dos maiores exemplos de intervencionismo ingênuo no mercado financeiro, foi em relação ao fundo de investimento Long Term Capital Management (LTCM), fundado por dois prêmios Nobel de Economia e uma equipe extraordinária de economistas, matemáticos e estatísticos, desenvolveram modelos econômico-matemáticos complexos que permitiam que operassem extremamente alavancados, gerando um lucro bruto extraordinário (operavam em média com alavancagem 25 vezes maior que o capital investido). Nesse ponto, é importante destacar que alavancagem em cima de dívidas é um grande indício de fragilidade, entretanto a situação foi mascarada com grande marketing dos prêmios Nobel e um modelo matemático monstruoso. Mas o que acabou derrubando a LTCM? A fragilidade latente das operações do fundo foi disparada devido a eventos raros e inesperados, a qual Taleb deu o nome de “Cisnes Negros”, isto é, um problema de indução sem considerar a possibilidade de erro/desvio (problema em não considerar fatos não conhecidos).